# Kostel svatého Vavřince (Vysoké Mýto)
Římskokatolický kostel svatého Vavřince ve Vysokém Mýtě je trojlodní vrcholně gotická stavba z tesaného kamene se dvěma věžemi v průčelí. Kostel byl založen koncem 13. století, regotizován v letech 1875–1904. Je chráněn jako kulturní památka České republiky.

## Historie
Na místě staršího kostela byl koncem 13. století vybudován kamenný trojlodní chrám, z něhož se zachovala jižní loď a věž, největší část kostela byla postavena kolem roku 1375 a obnovena po požáru roku 1461. Po velkém požáru roku 1774 byl zakoupen hlavní oltář s Brandlovým obrazem ze zrušeného kláštera v Sedlci u Kutné Hory. Velkou regotizační přestavbou prošel kostel v letech 1875–1892 pod vedením architekta Františka Schmoranze, v letech 1892–1899 ji vedl Josef Mocker a do roku 1904 ještě J. Podhájský a A. Živný. Barokní klenby byly nahrazeny novogotickými a vytvořeno nové vnitřní zařízení. V letech 2000–2005 byly opraveny střechy.

## Popis
Trojlodní gotická stavba s dlouhým kněžištěm se třemi klenebními poli a pětibokým závěrem s vnějšími opěráky, na jižní straně přiléhá sakristie o třech křížově klenutých polích. V průčelí má kostel dvě věže a otevřenou předsíň s trojúhelným štítem mezi nimi. Loď má tři klenební pole, v hlavní a jižní lodi sklenutá křížovou klenbou, v severní lodi hvězdovou klenbou. V západní předsíni s obkročnou klenbou na příporách je bohatě profilovaný gotický portál. Jižně od kostela stojí mohutná renesanční zvonice z roku 1583, dnes nepoužívaná.
Vnitřní zařízení tvoří hlavní oltář od M. V. Jäckela z roku 1700 s velikým obrazem Nanebevzetí Panny Marie od Petra Brandla z roku 1728. Pochází z kláštera v Sedlci u Kutné Hory, zrušeného císařským dekretem roku 1793. Ostatní oltáře jsou většinou novogotické. Cínovou křtitelnici na třech nohách s plastikami vousáčů a s reliéfy apoštolů zhotovil mistr Ondřej Ptáček z Kutné Hory roku 1499, polychromovaná socha Panny Marie v severní kapli sv. Jana Křtitele je z počátku 16. století. V kapli jsou i kamenné náhrobky ze 14. až 16. století. Zvon Vavřinec menší je z roku 1466, velký zvon Jiří (2 080 kg) byl pořízen z veřejné sbírky roku 2003.
Unikátem evropského významu je vnitřní fresková secesní výzdoba, pokrývající všechny stěny i strop. Jejím autorem byl secesní malíř a interiérový architekt Karel Vítězslav Mašek, mecenášem se stal Hermenegild Jireček s rodinou, a proto byli (v rozporu s pravidly oslavy Boha) na stěně portrétováni.

## Galerie

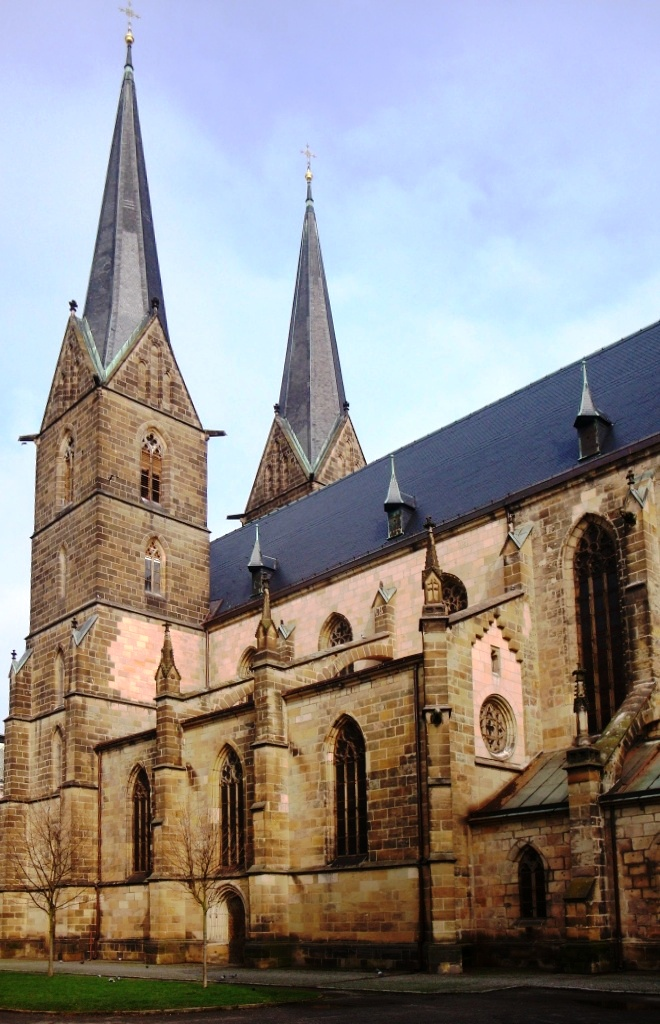
Kostel sv. Vavřince od jihovýchodu
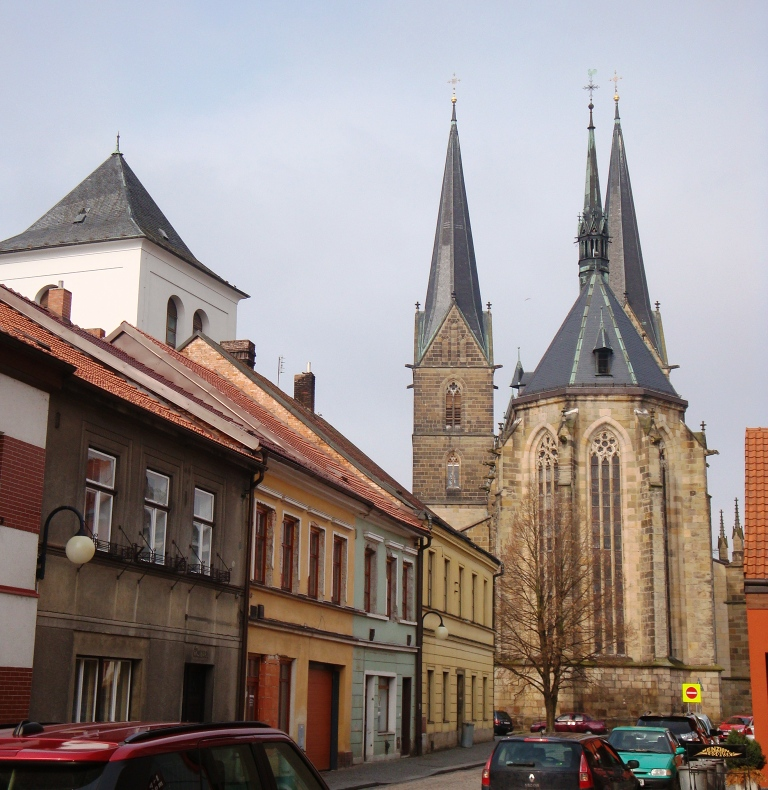
Kostel sv. Vavřince od východu, vlevo zvonice

## Farnost
Duchovní správcové:
- Mgr. Pavel Mistr (* 19. dubna] 1965), děkanem od 1. února 2008, předtím administrátorem